# Müller-Thurgau
A rizlingszilváni (elterjedt nemzetközi nevén Müller-Thurgau) svájci eredetű nagyon elterjedt hibrid borszőlőfajta.
Hermann Müller botanikus nemesítette, talán rajnai rizling és zöld szilváni keresztezésével a 19. század végén, bár sokan azt gondolják, hogy két rizlingfajta hibridje. DNS-vizsgálatok szerint azonban mindkét nézet téves és a rizlingszilváni a rizling és a saszla, nem pedig a zöld szilváni hibridje. (Ha így van, hagyományos magyar neve tévedésen alapul.)
Hasonnevei: Riesling-Sylvaner, Rivaner, Rizvanac, Müller-Thurgau, Müller Thurgau blanc, Müller Thurgau bijeli. Németországban gyakran a címkéjén nem is említik a szőlőfajtát, mert népszerűsége az utóbbi évtizedekben megkopott.
A rizlingszilváni név nem felelt meg az Európai Unió előírásainak, és 2008. december 31-től már nem használhatják a magyar termelők. A szőlőfajta hivatalos neve a Müller-Thurgau lett.

## Leírása
Tőkéje erősen növekvő, kevés félmerev vesszője van. Jó termőképességű, sokfürtű szőlő. Fürtje közepes, hengeres, vagy kicsit vállas és közepesen tömött. Bogyói közepesek, megnyúltan gömbölyűek, sárgásfehér színűek, lédúsak és édesek. 
Szeptember elejétől már lehet enni, szüretelni csak szeptember közepétől szokták, ekkor 18-20 cukorfokos levet ad. 
Bora közepes cukortartalmú, kis savtartalmú, de cukormentes extrakt- és illat-, zamatanyagtartama magas. Általában csak reduktív technológiával lehet belőle borokat készíteni, amelyek gyorsan fejlődőek és könnyűk, de ízanyaguk viszonylag csekély és gyorsan öregednek.

## Elterjedtsége
Németországban talán a legnagyobb telepítésű szőlő – főleg Baden, Rheinhessen és Rheinpfalz régiókban –, de többnyire asztali bort készítenek belőle. Németország után a világ második legnagyobb rizlingszilváni termelője Magyarország (mintegy 8000 hektár). Termesztik Ausztriában (kb. 5300 hektár), Szlovákiában (kb. 5300 hektár), Svájcban, Angliában, Franciaországban, Szlovéniában, Moldovában, Új-Zélandon és Olaszország északi hegyvidéki régióiban is.
Híres rizlingszilváni borokat a német Mosel régióban és az olasz Alto-Adigében termelnek, olyan ültetvényeken, amelyeknek hozamát ritkítással visszafogják és így a szőlőben több ízanyag halmozódik fel. Magas minőségű rizlingszilvánit csak olyan helyen lehet készíteni, amely egyébként magas(abb) minőségű rizling bort adott volna.

### Népszerűsége csökkent
A rizlingszilváni fontos alkotója az olcsó német liebfraumilch tömegboroknak is. Jórészt az ilyen olcsó, alacsony minőségű, középédes borok hatalmas népszerűsége Németországban az 1970-es években magyarázza, miért terjedt el ennyire a rizlingszilváni, annak ellenére, hogy a nemesítő szándéka a két keresztezett fajta előnyös tulajdonságainak egyesítésére kudarcot vallott. Sok esetben állítólag azért telepítették bortermelésre kevéssé alkalmas lapos területekre az ültetvényeit, mert több pénzt hozott a cukorrépánál.
Ezt a nagy népszerűséget jelentősen megnyirbálta, amikor 1979 kemény telén (január elsején sok helyen -20 C alá esett a hőmérséklet) a német rizlingszilváni ültetvények jelentős része elpusztult, miközben az ellenállóbb rizling szőlők megmaradtak. Ma már a rizlingszilváni kevésbé népszerű, gyakran lefelejtik a címkéről. A Blue Nun liebfraumilch bor már 30%-ban rizlinget is tartalmaz és csak a többi része rizlingszilváni. 
Az Új-Zélandon Riesling-Sylvanernek nevezett borok magasabb sav- és íztartalmúak a német boroknál.

## Lásd még
- Kunsági borvidék